# Thiamarcos
Thiamarcos (după unii istorici Thiamarcus) este numele unui rege dac care a trăit în intervalul sec. I î.e.n - sec. I e.n. Există opinia că ar fi fost contemporan cu împăratul roman Octavian Augustus.
Săpăturile arheologice efectuate în județul Vâlcea la Ocnița (Ocnele Mari) în locul unde a existat localitatea dacică Buridava, au scos la iveală un vas de provizii din lut din perioada La Tène datat la sfârșitul sec. I î.e.n pe care este consemnat numele lui prin inscripția  în limba greacă „Basileos Thiamarkos Epoiei”. Nu există o unitate de vederi privind traducerea inscripției, cele mai acceptabile variante fiind: „Thiamarkos l-a făcut (pentru) regele…” sau „(vasul este al) regelui… Thiamarkos a făcut”; „regele… a dedicat (vasul) făcut de meșterul Thiamarkos”. Cu toate acestea, Thiamarcos a fost încadrat printre regii daci în baza acestei inscripții.